# Iperplasia nodulare linfoide
L'iperplasia nodulare linfoide  è una rara malattia caratterizzata dalla presenza di vari piccoli noduli (superano raramente il diametro di 0.5 cm). Si ritrova soprattutto nel intestino tenue e nel intestino crasso.

## Eziologia
La causa non è conosciuta.

## Diagnosi
Sovente, soprattutto quando si manifesta nel colon, le manifestazioni sono comuni a quelle di molte sindromi per cui una corretta diagnosi risulta difficoltosa. Spesso si manifesta in associazione con neoplasie